# Metimna
En la mitología griega Metimna o Metimne (en griego Μήθυμνα) era una hija del rey Macareo de Lesbos. Se dice que Lesbo, hijo de Lápites, el hijo de Eolo, obedeciendo a un oráculo délfico, navegó con colonos a la isla de la que estamos hablando, se casó con Metimna, y en su compañía se estableció allí; luego se convirtió en un hombre ilustre y, dándoles su propio nombre, llamó a la isla Lesbos y al pueblo lesbios. De Metimna tomó su nombre la ciudad homónima.
Según Partenio de Nicea, Metimna casó con Lepetimno, con quien habría tenido como hijo a Hicetaón, que fue muerto por Aquiles. En Metimna los pescadores encontraron la figura de un dios tallada en un tronco de olivo. Preguntando a la pitonisa a qué dios podría representar, descubrieron que se trataba de Dioniso y, rescatando la imagen de las aguas, le ofrecieron sacrificios y oraciones y enviaron una copia de bronce al santuario de Delfos. Por recibir este culto, el dios Dioniso recibió el epíteto de Metimneo.